# Rhizophydium patellarium
Rhizophydium patellarium är en svampart som beskrevs av Erh. Scholz 1958. Rhizophydium patellarium ingår i släktet Rhizophydium och familjen Rhizophydiaceae.   Inga underarter finns listade i Catalogue of Life.